# Ferrières-sur-Ariège
 Ferrières-sur-Ariège  là một xã ở tỉnh Ariège, thuộc vùng Occitanie ở phía tây nam nước Pháp.